# Jakkraphan Pornsai
Jakkraphan Pornsai (thail. จักรพันธ์ พรใส; Nong Khai, 28 marzo 1987) è un calciatore thailandese, attaccante del Kasetsart e della Nazionale thailandese.

## Carriera

### Club
Pornsai vestì le maglie di INSEE Police United e Muangthong United.

### Nazionale
Conta una presenza per la Thailandia.